# Claudio Lodati
Claudio Lodati (nacido en Turín, 1954) es un guitarrista italiano de modern jazz.
A los veinte años funda con otros músicos turines (Enrico Fazio, Carlo Actis Dato, Fiorenzo Sordini) el Art Studio, un grupo histórico de modern jazz.
Ha participado en varios festivales en Italia, Europa (Francia, Suiza, Alemania, Inglaterra, Yugoslavia, Polonia) en Estados Unidos, Canadá y Senegal.
Ha realizado colaboraciones con otros músicos, entre los que se encuentran Ellen Christi, Antonello Salis, Maria Pia de Vito, Fred Frith, Hervé Bourde, Tiziana Ghiglioni, Habib Faye, y se ha dedicado a varios proyectos originales como Dac'Corda y Vocal Desires.

## Discografía
Entre sus discos más importantes están:
- Art Studio - The Complete CMC Sessions
- Dac'Corda - Corsari
- Dac'Corda - "Chance"
- Lodati/Christi - "Dreamers"
- Vocal Desires - Express
- Lodati solo - Secret Corners